# Liste der Gemeindepräsidenten von Naters
Die Liste der Gemeindepräsidenten von Naters führt die Präsidenten der Gemeinde Naters seit 1852 auf.

## Präsidenten
| Amtsperiode | Name                               | Partei |
| ----------- | ---------------------------------- | ------ |
| 1852–1854   | Anton Salzmann (1804–1868)         | kons.  |
| 1855–1860   | Ignaz Schmid (1805–1885)           | kons.  |
| 1861–1862   | Anton Eggel (1826–1909)            | kons.  |
| 1863–1864   | Ignaz Salzmann (1828–1885)         | kons.  |
| 1865–1868   | Ignaz Schmid (1805–1885)           | kons.  |
| 1869–1870   | Johann Eyer (1821–1895)            | kons.  |
| 1871–1876   | Anton Eggel (1826–1909)            | kons.  |
| 1877–1880   | Alphons Wyssen (1826–1905)         | kons.  |
| 1881–1892   | Ludwig Salzmann (1851–1914)        | kons.  |
| 1893–1896   | Emanuel Ruppen (1862–1940)         | kons.  |
| 1897–1902   | Ludwig Salzmann (1851–1914)        | kons.  |
| 1903–1904   | Karl Klingele (1861–1920)          | kons.  |
| 1905–1916   | Meinrad Michlig (1877–1938)        | kons.  |
| 1917–1923   | Anton Salzmann (1879–1959)         | KVP    |
| 1923–1933   | Alfred Gertschen (1875–1933)       | KVP    |
| 1933–1940   | Alois Gertschen (1896–1984)        | KVP    |
| 1941–1964   | Meinrad Michlig (1906–1968)        | KVP    |
| 1965–1976   | Paul Biderbost (1927–1999)         | CVP    |
| 1977–1985   | Richard Gertschen (1936–2004)      | CVP    |
| 1985–1994   | Richard Walker (1939–1994)         | CVP    |
| 1994–2004   | Edith Nanzer-Hutter (1947–2025)    | CVP    |
| 2005–2016   | Manfred Holzer (* 1961)            | CVP    |
| 2017–2021   | Franz Ruppen (* 1971)              | SVP    |
| 2021–       | Charlotte Salzmann-Briand (* 1973) | CVP    |